# Helsingørs kommun
Helsingørs kommun (danska: Helsingør Kommune) är en kommun i Region Hovedstaden i Danmark. Kommunen har drygt 60 000 invånare och Helsingör är centralort.

## Vänorter
- Pärnu, Estland
- Vasa, Finland
- Rueil-Malmaison, Frankrike
- Uummannaq, Grönland
- San Remo, Italien
- Harstads kommun, Norge
- Helsingborgs kommun, Sverige
- Umeå kommun, Sverige